# 共産主義社会
共産主義社会（きょうさんしゅぎしゃかい、英語: Communization, ドイツ語: Kommunisierung, ロシア語: Коммунистическое общество）とは、マルクス主義において、人類の最高段階と位置付けられる社会。共産主義社会では、国家が廃絶され、人間疎外が止揚され、人間の解放が実現するとされている。『共産党宣言』第2章では「各人の自由な発展が万人の自由な発展の条件であるような一つの結合社会」とされ、『ゴータ綱領批判』においては「能力に応じて働き、必要に応じて受け取る」社会であるとされている。
現在のところ実現した例はなく、あくまで未来社会についての展望を示した言葉である。